# Khatia Buniatishvili
Khatia Buniatishvili (en georgià: ხატია ბუნიათიშვილი; Batumi, 21 de juny de 1987) és una pianista de concert georgiana i francesa.

## Biografia
Khatia Buniatishvili va començar a estudiar piano sota l'ensenyament de la seva mare a l'edat de tres anys. Va fer el seu primer concert amb l'Orquestra de cambra a Tbilisi, quan en tenia sis. Des dels deu anys ha fet concerts a Europa, Rússia, Ucraïna, Armènia, Israel i els EUA. Es va graduar a l'Escola Central de Música de Tbilisi, i després va ingressar al Conservatori Estatal de Tbilisi el 2004.
Buniatishvili, que ha descrit el piano com a "símbol de solitud musical", va escollir aquest instrument sobre el violí malgrat la seva oïda absoluta. Ella i la seva germana, Gvantsa Buniatishvili, van aprendre juntes a tocar el piano i tocaven duos a casa.
Buniatishvili ha interpretat, entre altres orquestres, amb l'Orquestra de París dirigida per Paavo Järvi, l'Orquestra Filharmònica de Los Angeles, l'Orquestra Simfònica de Viena, l'Orquestra Nacional de França sota la batuta de Daniele Gatti i l'Orquestra Filharmònica de Londres. També ha interpretat música de cambra amb músics com Gidon Kremer i Renaud Capuçon.
El 2010 va rebre el premi Borletti-Buitoni, i va ser inclosa en la sèrie de la BBC, Nova Generació d'Artistes. La Vienna Musikverein i Konzerthaus la van nominar com a Rising Star per a la temporada 2011-2012, i en 2012 va ser guardonada amb el premi a la Millor Nouvinguda de l'Any en els premis Echo Klassik.
El 2010, Buniatishvili va signar un contracte amb el segell discogràfic Sony Classical. El seu àlbum de debut en el 2011 va marcar el 200 aniversari del naixement de Franz Liszt, i incloïa la seva Sonata en Si menor, Liebestraum No. 3, La Campanella, la Rapsòdia hongaresa No. 2, i el Vals Mephisto. Classic FM va declarar en la seva ressenya de l'àlbum que "Buniatishvili és una artista jove amb enorme temperament i tècnica que fan pensar en la jove Martha Argerich". La revista Gramòfon va mostrar-se menys impressionada, Jed Distler va criticar un Liebesträume Núm. 3 de "textura i ritme imprecís" i sobre la interpretació de la Sonata en Si menor va declarar que "el seu inquiet sentit rítmic, els seus errors de càlcul en les dinàmiques i la manca general de planificació a llarg termini és desgastant després de diverses audicions". Aquest enregistrament va estar seguit per un àlbum dedicat a Chopin en 2012, en què combina obres per a piano sol amb el Concert per a piano No. 2 en Fa menor de Chopin, acompanyat per l'Orquestra de París amb Paavo Järvi a la batuta. The Guardian va publicar: "Aquesta és una interpretació que ve directament del cor d'una de les més apassionants i tècnicament dotades joves pianistes d'avui dia". Gramòfon, d'altra banda, va criticar l'enregistrament del Concert per a piano No. 2 per la "manca d'aplom i la velocitat excessiva". El 2014, Buniatishvili va llançar el seu tercer àlbum amb Sony Classical, titulat Motherland. Més que estar dedicat a algun compositor en particular com els seus àlbums anteriors, Motherland va estar conformat d'una varietat de peces personalment significatives, incloent-hi música de la seva terra natal, Geòrgia. Va dedicar l'àlbum a la seva mare.
Ha tocat diverses vegades en els escenaris catalans, en especial al Palau de la Música Catalana, de Barcelona, en què inaugurà la temporada 2013-2014 o tancà la de 2017-2018, per exemple, i també a Vic o a l'Auditori de Palma.

## Premis i reconeixements

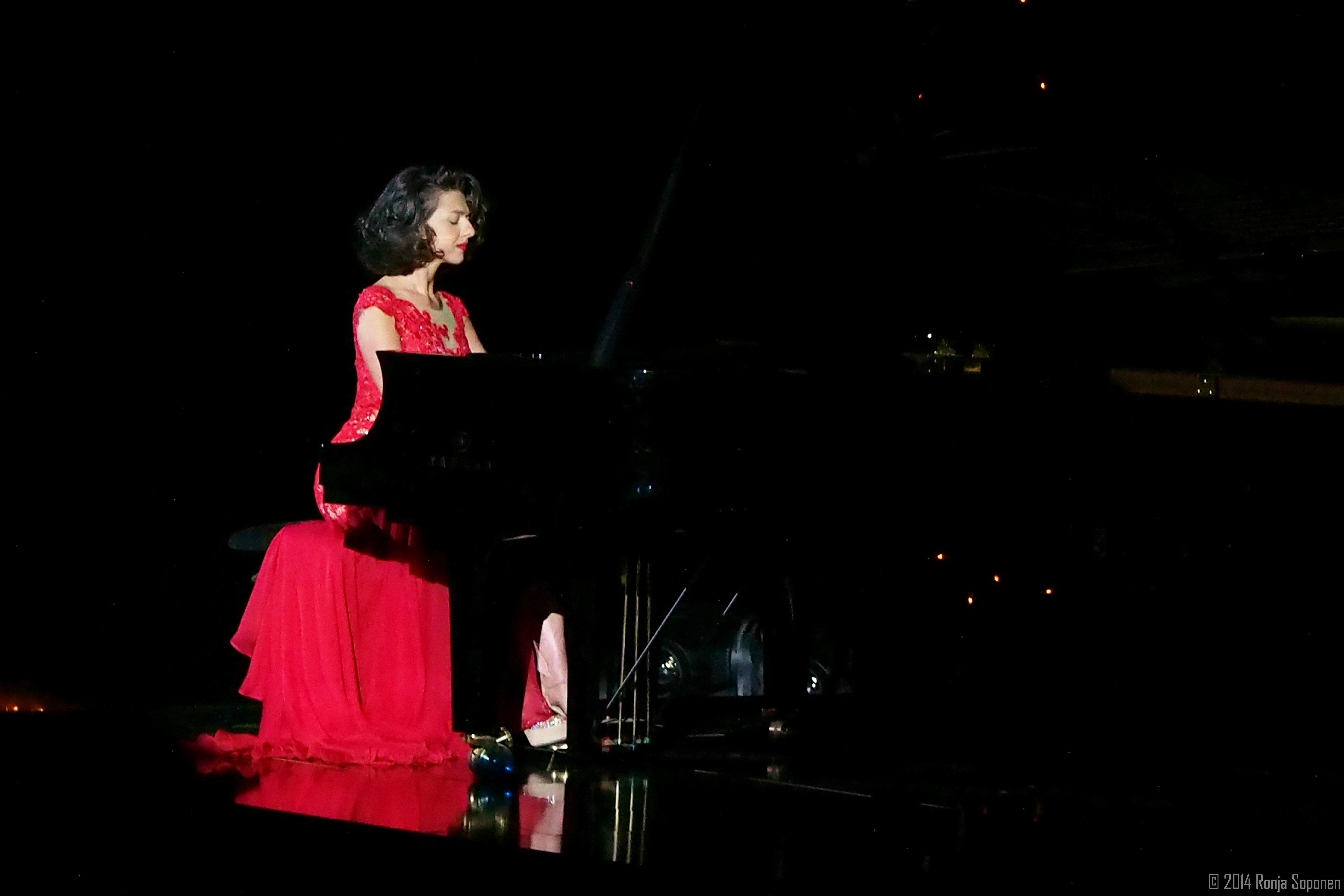
Buniatishvili interpretant en Art on Ice 2014, Estocolm, Suècia.

Buniatishvili ha rebut els següents premis i reconeixements: 
- 12.º Arthur Rubinstein International Piano Master Competition (2008): Guanyadora del Tercer Premi juntament amb un Premi Especial per "Millor Intèrpret d'una peça de Chopin" i el Premi en Eilat "Favorit de l'audiència"
- El 3.º Concurs Internacional de Piano Tbilissi (2005): Guanyadora del segon premi juntament amb el Premi Especial “per habilitat artística” i Premi Especial “Millor jove pianista Georgiana”
- Un Premi Borletti-Buitoni Trust en 2010

## Discografia
- 2011 - Franz Liszt, obra per a piano de Liszt (Sony Classical)
- 2012 - Chopin amb l'Orquestra de París dirigida per Paavo Järvi (Sony Classical)
- 2014 - Motherland, obres per a piano sol (Sony Classical)
- 2016 - Kaleidoscope - Pictures at an Exhibition, obres per a piano de Mussorgsky, Stravinsky i Ravel (Sony Classical)
- 2016 - Liszt Beethoven, amb l'Orquestra Filharmònica d'Israel, dirigida per Zubin Mehta (Sony Classical)
- 2017 - Rachmaninoff, amb l'Orquestra Filharmònica Txeca, dirigida per Paavo Järvi (Sony Classical)
- 2019 - Schubert, obres per a piano sol (Sony Classical)
- 2020 - Labyrinth, obres per a piano sol (Sony Classical)[9]